# Dionda diaboli
Dionda diaboli é uma espécie de Actinopterygii da família Cyprinidae.
Pode ser encontrada nos seguintes países: México e os Estados Unidos.